# باري براون (لاعب كرة طائرة)
باري براون (بالإنجليزية: Barry Brown)‏ (10 أكتوبر 1934 - ) هو لاعب كرة طائرة الولايات المتحدة. شارك في الألعاب الأولمبية الصيفية 1964.

## وصلات خارجية
- باري براون على موقع كلية كرة السلة في سبورتس رفرنس.كوم (الإنجليزية)
- باري براون على موقع أوليمبيديا (الإنجليزية)